# Comuna Rozpasiivka, Troițke
Rozpasiivka (în ucraineană Розпасіївка) este o comună în raionul Troițke, regiunea Luhansk, Ucraina, formată din satele Fedosiivka, Rozpasiivka (reședința) și Țarivka.

## Demografie
Componența lingvistică a comunei Rozpasiivka
     Ucraineană (90,63%)
     Rusă (9%)
     Alte limbi (0,24%)
Conform recensământului din 2001, majoritatea populației comunei Rozpasiivka era vorbitoare de ucraineană (90,63%), existând în minoritate și vorbitori de rusă (9%).